# Новые Боровичи
Но́вые Боро́вичи (укр. Нові́ Боро́вичі) — село в Сновском районе Черниговской области Украины. Население 1001 человек. Занимает площадь 3,17 км².
Находится на правом берегу реки Снов в 19 км от районного центра Сновск.
Впервые упоминается в конце 17 в., название происходит от соснового бора вокруг села. Принадлежало черниговскому полковнику В. Борковскому, с 1708 г. — черниговскому полковнику П. Полуботку. с конца 18 в.- графам Милорадовичам.
В 1849 году в селе построен сахарный завод.
С 1854 — местечко.
В 1866 г. - 126 дворов. 977 жителей, в 1897 — 262 двора, 1496 жителей, деревянная Успенская церковь (1891 г.), земская школа, библиотека, винокурня. В 1913 — 318 дворов, 1638 жителей, фельдшерский участок, земская больница (1907 г.), ветеринарный пункт, двуклассная церковно-приходская школа. В год проходило 4 ярмарки.
Во время революции 1905-07 гг. рабочие спиртового и сахарного завода устроили стачку, собирались на митинги и демонстрации. За участие в этих выступлениях 18 жителей было выслано в Архангельскую губернию.
В январе 1918 г. в селе окончательно укрепилась Советская власть.
С 1923 года село входит в состав Сновского района. С 1923 г. открыта библиотека, клуб, изба-читальня. В 1924 — детский дом отдыха.
В 1930 г. создано 2 артели. В 1936 открыта средняя школа.
Код КОАТУУ: 7425884001. Почтовый индекс: 15214. Телефонный код: +380 4654.

## Власть
Орган местного самоуправления — Новоборовичский сельский совет. Почтовый адрес: 15214, Черниговская обл., Сновский р-н, с. Новые Боровичи, ул. Садовая, 1.